# André Bedoglouyan
André Bedoglouyan ICPB (* 18. Februar 1920 in Zahlé, Bekaa, Libanon; † 13. April 2010) war Patriarchal-Exarch in Jerusalem und Amman.

## Leben
André Bedoglouyan trat der Ordensgemeinschaft des Institut du Clergé Patriarcal de Bzommar bei und empfing am 25. Dezember 1945 die Priesterweihe. Papst Paul VI. ernannte ihn am 24. Juli 1971 zum Titularbischof von Comana Armeniae und Weihbischof in Kilikien. 
Der Patriarch von Kilikien Iknadios Bedros XVI. Batanian spendete ihm am 19. September desselben Jahres die Bischofsweihe; Mitkonsekratoren waren Georges Layek, Erzbischof von Aleppo und Hemaiag Guedikian CAM, Generalvikar in Beirut.
Am 5. November 1994 nahm Papst Johannes Paul II. seinen altersbedingten Rücktritt an. 1994 wurde er zum Patriarchal-Exarchen in Jerusalem und Amman ernannt. Von seinem Amt trat er 2001 zurück.